# نووپوکروفکا (شهرستان ایوانوفسکی، استان آمور)
نووپوکروفکا (به لاتین: Novopokrovka) یک منطقهٔ مسکونی در روسیه است که در استان آمور واقع شده‌است.